# Oko na nebi
Oko na nebi (1957, Eye in the Sky) je sci-fi román amerického spisovatele Philipa K. Dicka. Vznikl sice jako reakce na mccarthismus a poněkud hysterické působení Výboru pro neamerickou činnost, ale zabývá se také subjektivitou reality a otázkou, jak realitu odlišit od halucinací.

## Obsah románu
Hlavní hrdina románu Jack Hamilton pracuje jako vedoucí laboratoře pro výzkum řízených střel, financovaný státem. Náhle je předvolán před své nadřízené, kteří mu sdělí, že vyšetřování vedené Hamiltonovým přítelem Charlesem McFeyffem zjistilo u Hamiltonovy manželky Marshy příliš velké sympatie k různým levicovým a mírovým hnutím. Z tohoto důvodu je pro vojenský výzkum rizikovým faktorem. Protože odmítne svou ženu opustit, je propuštěn.
Ještě týž den jde Hamilton společně s Marshou a McFeyffem na plánovanou prohlídku technologické novinky – deflektoru protonového toku. Dojde však k nehodě, vyhlídková plošina se zbortí a celá skupina návštěvníků je i s jejich průvodcem, černošským inženýrem Billem Lawsem vystavena silnému magnetickému poli a radiaci. Hamilton se probere v nemocnici a zdá se mu, že svět, ve kterém nyní žije, je nějaký jiný. Dále zjistí, že se nikomu z účastníků nehody vlastně nic vážného nestalo. Když se ale snaží najít si jinou práci, zjistí, že na přijímacím pohovoru nepotřebuje ukázat, jaké znalosti má, ale jestli dostatečně věří v Boha. Svět ovládá tzv. Církev Druhého Bába, rigidní náboženské společenství mající svůj původ v šíitském islámu. Její působení je založené na neustálé a absolutní kontrole všeho lidského konání. Hříchy jsou Bohem okamžitě trestány a rovněž zázraky se dějí správným věřícím prakticky neustále, stačí se jen dostatečně věrohodně pomodlit. Slunce obíhá kolem Země, kdesi dole je peklo a za oblaky se skrývá obrovské boží oko, které Hamilton s McFeyffem uvidí, když pomocí deštníků vystoupí k nebi.
Hamilton brzy zjistí, že tento svět je vytvořen myslí jednoho z účastníků nehody, starého vojenského vysloužilce Arthura Silvestera. Aby se z něho dostali, musí jej dostat do bezvědomí. Ke svému překvapení však přejdou do světa vytvořeného myslí dalšího z účastníků nehody. Ten je produktem prostoduché omezené paničky, která odstraňuje vše, co jí na světě vadí (pavouky, kočky, prostitutky, močály, začouzené továrny, ale také například Rusko). Další svět je noční můrou paranoika. V každém případě jde o zdeformované reality stvořené v hlavách několika lidí, ležících společně na podlaze komory s částicovým urychlovačem, kam všichni po jeho havárii dopadli. Poslední svět je světem McFeyffe, ve kterém se ukáže, že skutečným komunistou je právě on.
Po návratu do reality si Hamilton založí společně s Billem Lawsem továrnu na hudební nástroje, když se marně snažil dokázat, že komunistickým špiónem je ve skutečnosti jeho bývalý přítel McFeyffe.

## Česká vydání
- Oko na nebi, Argo, Praha 2011, přeložil Štěpán Valášek.